# Kinološki Savez Republike Srbije
Kinološki Savez Republike Srbije (KSRS) är Serbiens nationella kennelklubb. Den är medlem i den internationella kennelfederationen Fédération Cynologique Internationale (FCI). Den är de serbiska hundägarnas intresse- och riksorganisation och för nationell stambok över hundraser. Organisationen grundades 1925 och har sitt huvudkontor i Belgrad.